# 雷州音樂
雷州音樂是中國廣東雷州半島包括海康、徐聞、遂溪、湛江一帶的民間器樂，約產生於清代中期，但到1940年代時已經瀕臨失傳，1949年以後才由學者根據少數藝人的演奏加以整理。
其演奏方式可分為吹打樂和管弦樂兩大類。吹打樂以打大鼓持拍板（又稱手板）的司鼓者打節拍，配合四隻大小嗩吶，多在室外的遊行或節慶場合演奏，又稱作「牌子」。管弦樂使用的樂器包括笛子、二胡、秦琴及小型打擊樂器，被稱作「齋班」。
雷州音樂的特色為曲調明快、節奏整齊和雄壯穩健等，調式以商調式、羽調式為主，間有宮調式，著名的曲目《坐門樓》、《遊鑼》、《十三支》套曲等。